# (6784) Bogatikov
(6784) Bogatikov es un asteroide perteneciente al cinturón de asteroides, descubierto el 28 de octubre de 1990 por la astrónoma soviética Liudmila Chernyj desde el Observatorio Astrofísico de Crimea.

## Designación y nombre
Designado provisionalmente como 1990 UN13. Fue nombrado Bogatikov en honor al barítono ruso-soviético Yuri Bogátikov.